# اهرنکیرشن
اهرنکیرشن (به آلمانی: Ehrenkirchen) یک شهر در آلمان است که در برایگاو-هخشوارتسوالد واقع شده‌است. اهرنکیرشن ۷٬۰۱۹ نفر جمعیت دارد.